# آزار (فیلم ۱۹۹۷)
آزار (به هندی: Auzaar) یا اسلحه فیلمی محصول سال ۱۹۹۷ و به کارگردانی سهیل خان است. در این فیلم بازیگرانی همچون سلمان خان، سانجای کاپور، شیلپا شتی، جانی لور، پارش راوال، ایلا آرون، کیران کومار ایفای نقش کرده‌اند.